# Progne cryptoleuca
Progne cryptoleuca là một loài chim trong họ Hirundinidae.